# Karsten Heineking

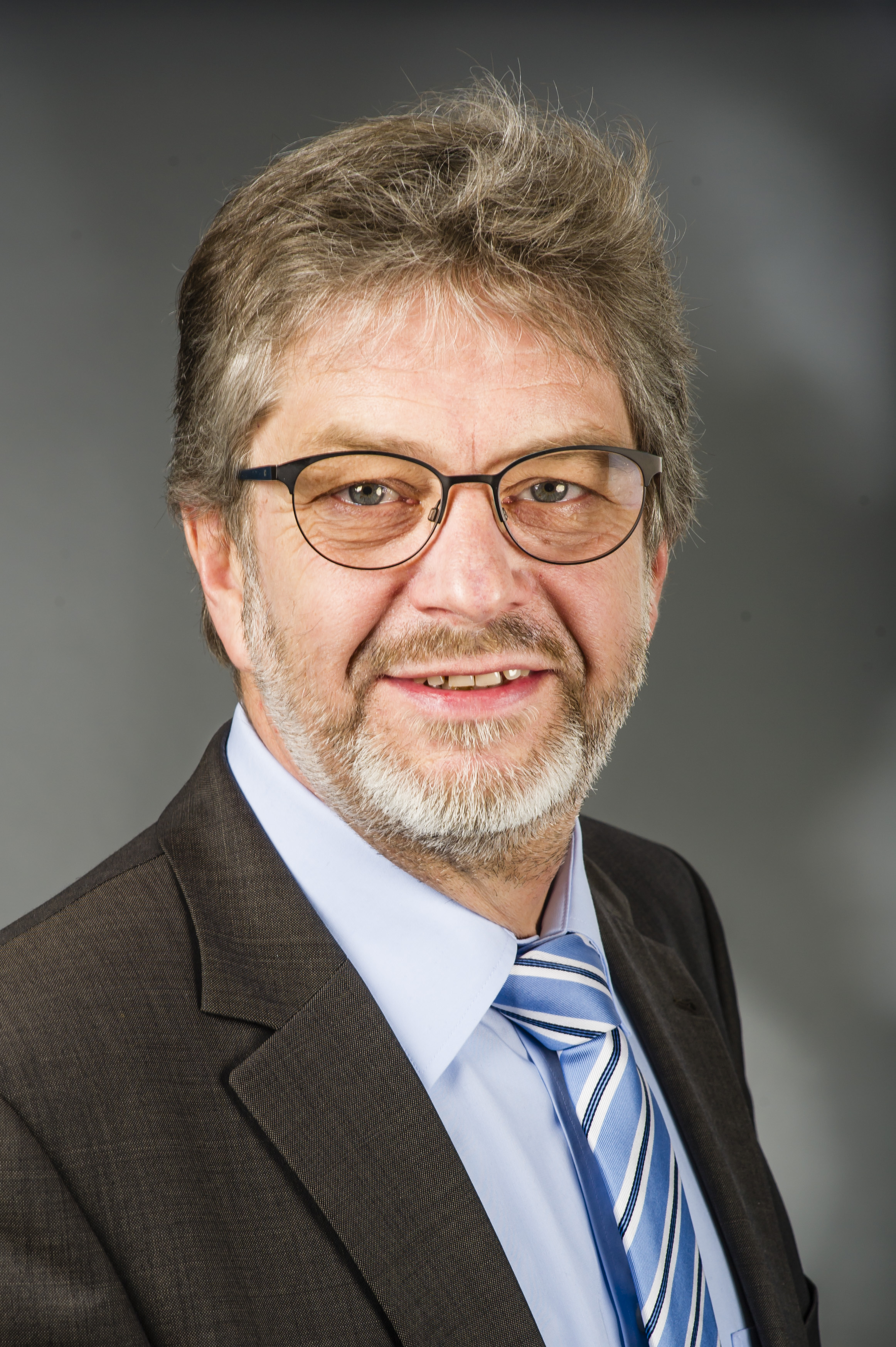
Karsten Heineking, 2018

Karsten Heineking (* 18. September 1961 in Großenvörde (heute Ortsteil von Warmsen), Landkreis Nienburg) ist ein deutscher Politiker (CDU). Er war von März 2003 bis November 2022 Mitglied des Niedersächsischen Landtags.

## Leben
Karsten Heineking absolvierte 1981 das Abitur und leistete anschließend 15 Monate Grundwehrdienst ab. Danach machte er eine Lehre zum  Schornsteinfeger. Von 1986 bis 1990 studierte Karsten Heineking Versorgungstechnik an der Fachhochschule Braunschweig/Wolfenbüttel mit dem Abschluss Diplomingenieur. Karsten Heineking war von 1993 bis 2021 bevollmächtigter Bezirksschornsteinfeger im Landkreis Nienburg. 
1995 wurde er Mitglied im CDU-Ortsverband Warmsen. Von 2003 bis 2022 gehörte er dem Niedersächsischen Landtag an, wo er Mitglied im Ausschuss für Wirtschaft, Arbeit und Verkehr, sowie Mitglied im Unterausschuss für Häfen und Schifffahrt war. Des Weiteren war er stellvertretendes Mitglied im Ausschuss für den ländlichen Raum, Ernährung, Landwirtschaft und Verbraucherschutz. Bei der Landtagswahl 2022 trat er nicht erneut an. 
Heute ist er noch der Bürgermeister der Gemeinde Warmsen, sitzt dem Kreistag in Nienburg bei und ist stellv. Handwerkskammer Präsident der HWK Hannover.
Neben weiteren ehrenamtlichen Tätigkeiten ist er Freizeit-Opa. 
Karsten Heineking ist verheiratet und hat drei erwachsene Kinder.